# Fusinus colus
Fusinus colus – gatunek morskiego, drapieżnego ślimaka z rodziny Fasciolariidae. Występuje w litoralu i w strefie pływów Indo-Pacyfiku. Jest drapieżnikiem.

## Systematyka
Gatunek opisany przez Linneusza w 1758 roku w 10. wydaniu Systema Naturae jako Murex colus. Obecnie przyporządkowany do rodzaju Fusinus, w ramach rodziny Fasciolariidae. W literaturze polskiej czasem określany jako fusinus wrzecionowaty.

## Cechy morfologiczne
Muszle o kształcie wrzecionowatym, grubościenne, skrętka długa, wieżyczkowata, przypomina pagodę. W połowie każdego ze skrętów znajduje się niezbyt ostry kant, lekko guzowatego kształtu. Początkowe skręty są promieniście pofałdowane, dalsze z wieloma spiralnymi żeberkami i rowkami, na starszych skrętach poprzeczne żebra kończą się guzkami. Szew muszli wyraźnie zagłębiony. Warga zewnętrzna jest pofałdowana, rynna syfonalna jest bardzo długa, wrzeciono proste. Muszla na zewnątrz jest biaława, z brązowym wierzchołkiem i kanałem syfonu oraz brązowawymi smugami w zagłębieniach pomiędzy fałdami na skrętach.
Wysokość muszli: 75–190 mm.

## Występowanie
Przedstawiciele gatunku występują pospolicie w wodach przybrzeżnych Indo-Pacyfiku, od wschodniej Afryki po środkowy Pacyfik.

## Biologia i ekologia
Zasiedla litoral i strefę pływów, preferuje dno piaszczyste. Drapieżnik, odżywia się bezkręgowcami bentosowymi.